# Tinodes fratakara
Tinodes fratakara là một loài Trichoptera trong họ Psychomyiidae. Chúng phân bố ở miền Cổ bắc.